# Macrocneme cyanea
Macrocneme cyanea là một loài bướm đêm thuộc phân họ Arctiinae, họ Erebidae.